# 元朗邨

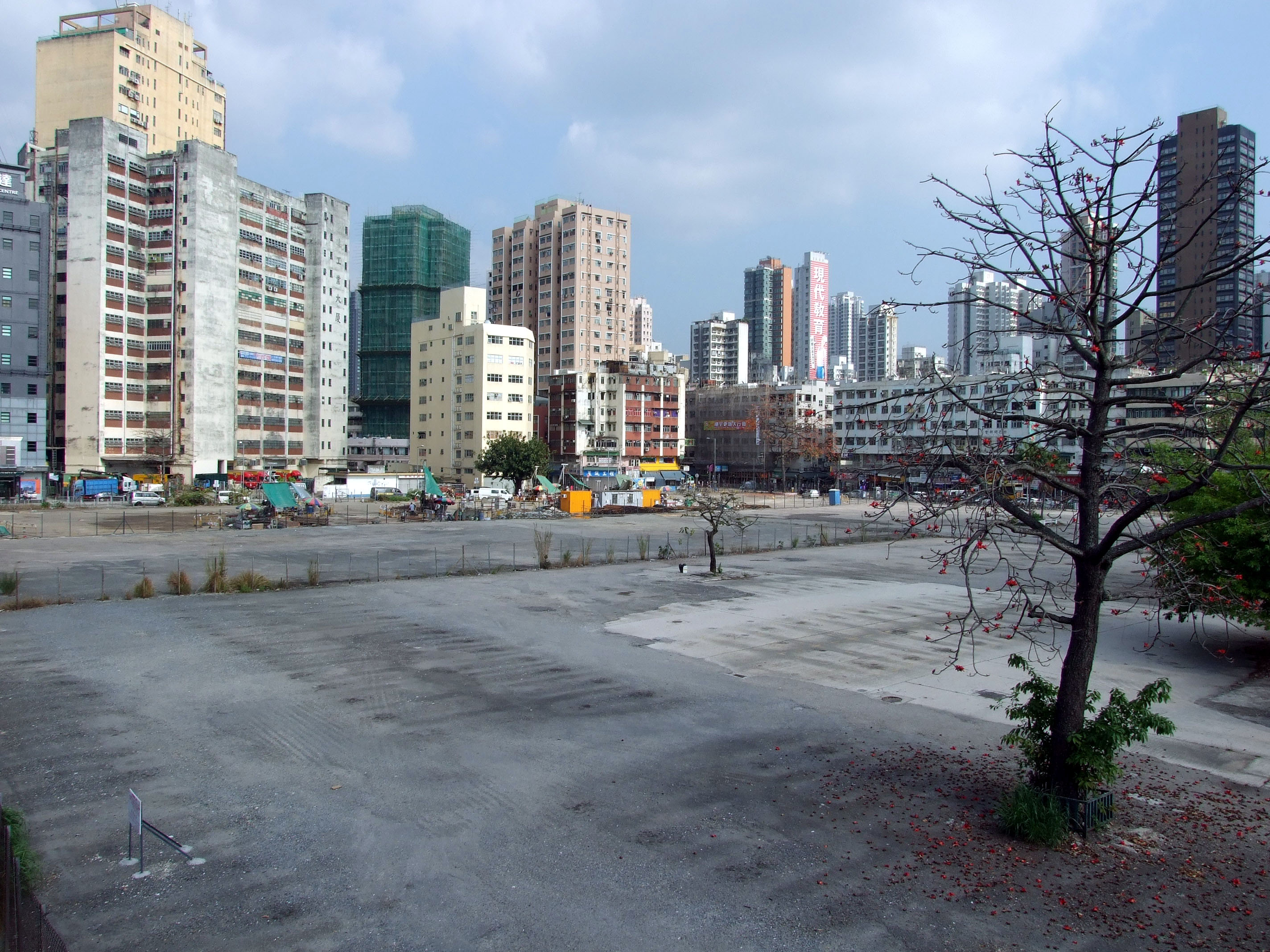
前元朗邨清拆後的空地（2011年4月）

元朗邨（英語：Yuen Long Estate）是香港房屋委員會轄下在元朗區的首個公共屋邨，位於元朗大橋村東面，共有5座樓宇，於2001年被拆卸。

## 簡介
元朗邨於1966年落成時名為「元朗徙置區」，前身為大橋村的農地，為第一個鄉郊徙置區，落成時亦是當時新界區除已劃作衛星城市的區域外，最高的建築物，用以安置屏山鄉及十八鄉被清拆的寮屋戶，直至1973年由香港房屋委員會負責屋邨管理，才改稱為元朗邨。
元朗邨於2001年被拆卸後，政府本計劃在原址興建私人參與居屋計劃，但因2002年政府宣佈停建居屋，計劃因而遭擱置，以致元朗邨原址土地空置多年。後來香港房屋委員會計劃於元朗邨空置土地上重建3幢高32層的非標準式住宅樓宇，提供近2千個公屋單位，本來預計於2008年動工，於2012年落成。然而該幅土地位於元朗市中心，鄰近西鐵綫朗屏站，因此有區議員認為應該將土地轉作私人發展，包括要求發展酒店、商業及零售設施，以帶旺元朗區的經濟，有助解決區內的失業問題。
最終香港政府決定將前元朗邨地皮一分為二，有關部門於2010年年初將部分前元朗邨地皮交還香港房屋委員會，準備用作興建公屋朗晴邨。其餘地皮則於2011年3月7日公開拍賣，由長江實業集團旗下的Carlford Investments Limited以24.1億港元投得，現為世宙。其中，房委會縮小原有公屋發展規模，並改為只興建兩幢分別樓高18層其他類型（每層6伙）及29層T字型（每層12伙）的非標準型設計出租公屋大廈，配以構件式單位，地下設有5個街舖、停車位8個、上落貨位、園林及1個多功能室，而一樓則設有平台花園、太極園、2個互助委員會辦事處及屋邨辦事處，有關地基工程於2011年6月進行投標者預審程序，工程於2011年12月展開。
最終，元朗邨原址興建兩幢分別樓高18層及29層的公屋命名為朗晴邨，大約位於前元朗邨第4座的位置，於2016年落成，並於同年9月陸續入伙。另一部份為本港首個限呎項目，長實地產旗下元朗安寧路大型項目世宙，計劃原定於2016年12月落成，最終延遲至2017年3月。

## 屋邨資料

### 樓宇名稱
| 樓宇座號 | 樓宇類型 | 落成年份 | 拆卸年份 | 樓宇層數 | 承建商   | 安置屋邨 |
| -------- | -------- | -------- | -------- | -------- | -------- | -------- |
| 第1座    | 第四型   | 1966年   | 2001年   | 8        | 有成建築 | 天華邨   |
| 第2座    | 第四型   | 1966年   | 2001年   | 16       | 有成建築 | 天華邨   |
| 第3座    | 第四型   | 1966年   | 2001年   | 16       | 有成建築 | 天華邨   |
| 第4座    | 第四型   | 1966年   | 2001年   | 16       | 有成建築 | 天華邨   |
| 第5座    | 第四型   | 1966年   | 2001年   | 16       | 有成建築 | 天華邨   |

### 教育機構
邨內曾有兩所小學及一所特殊學校，分別為：
- 元朗天主教小學
- 元朗商會第二學校
- 匡智元朗晨曦學校（於1992年遷至錦綉花園）

而上述的兩所「火柴盒」小學，均與徙置大廈相連，類似慈雲山邨及藍田邨其中若干座、東頭邨22座及石排灣邨4及5座（亦為第四型大廈）拆卸前的設計；其中元朗商會第二學校更同時連接至第3及5座，另一間學校亦同時連接第2及3座，是四型徙廈中獨有的。

## 事件
1970年5月3日，元朗邨第5座324室發生兇殺案，魚販李振華（廣東南海人）被前魚檔合伙人兼同鄉余佳亂刀殺死，其妻李端亦告受傷。
1977年7月21日，元朗邨第2座發生高空擲物致死案，一名13歲男童被上層擲下的鐵枝插中後腦，傷重不治。
1998年3月1日，元朗邨第1座5樓某單位，被揭發醃肉碎屍案（又稱禁錮肢解案）。於一星期前由於佔用該屋作分贓之用的賊人生怕事主告發，故先將他毆斃，並把上門探望的一名年輕女子強姦，及後再將屍體斬件醃肉。被告於2001年被判監19年。
2000年5月22日，元朗邨第5座某單位發生倫常慘劇，一對夫婦發生爭執後，揮刀互斬雙雙死亡。

## 外部連結
1. ↑  荃灣、大窩口興建時，荃灣已經被列為衛星城市，故此不屬於鄉郊。